# Burundanga (canción)
Burundanga es una canción de Celia Cruz y La Sonora Matancera compuesta por Óscar Muñoz Bouffartique en 1953. Es una canción de carácter lúdico en los géneros de guaracha y son montuno, considerada un clásico de la música afrocubana. Es clasificado por su autor como «bembé» y en las fuentes inglesas como «salsa».
En la década de 1990, se popularizó la versión interpretada a dúo con Lola Flores, y ambas cantantes, grandes amigas, la cantaron juntas en multitud de escenarios. Burundanga fue una canción de éxito que acompañó a Celia Cruz desde sus inicios hasta el final de su carrera.

## Historia
Burundanga fue originalmente grabada en La Habana el 15 de junio de 1953 para el sello Seeco Records (S-7299), en una época dorada de la música cubana, pues el son cubano, el mambo, el bolero y otros sonidos de la isla gozaban de gran popularidad internacional. Un año antes, Batista dio un golpe de Estado y asumió el poder por segunda vez, favoreciendo la influencia estadounidense en la isla. La Sonora Matancera, con la cual Celia Cruz grabó Burundanga, era una de las bandas más populares de Cuba, y el gran éxito del tema consagró a Celia, valiéndole su primer Disco de Oro por alcanzar el millón de ventas. Debido a este reconocimiento, Celia fue invitada por primera vez a los Estados Unidos, concretamente a Nueva York, donde interpretó la canción para el público estadounidense.
Cuenta Miguel Ángel Quevedo que en 1959, Fidel Castro «limpiaba su fusil al ritmo de Burundanga cuando estaba en la Sierra [Maestra]», y así le dijo a Celia Cruz cuando se ofreció a presentarlos en una fiesta, pero la cantante se negó cortésmente: «si a ese señor le interesa conocerme que venga él a donde estoy yo». Castro comprendió la indirecta y no se quiso acercar. Más tarde, el nuevo jefe de Estado de Cuba asistió a un evento del Teatro Blanquita en el cual cantaba Celia Cruz, y éste dijo que se debía tocar Burundanga, su canción favorita del repertorio de Celia. De nuevo, Celia se negó, con el apoyo del resto de músicos de la orquesta, alegando que «olvidaron la partitura de la canción».

## Tema
La burundanga es una sustancia psicoactiva, científicamente denominada escopolamina, que en algunas ramas del culto lucumí (religión afrocaribeña) se usa con fines rituales. Se obtiene de plantas como el estramonio. De manera más amplia, «burundanga» se refiere en algunos países latinoamericanos a una sustancia misteriosa, mágica o a una pócima. Para el académico Antonio Olliz Boyd, el significado afrocubano del término burundanga es el de ‘escándalo’ o ‘alboroto’.
La letra de esta canción puede resultar peculiar pero, en realidad, no tiene un significado literal profundo y está más centrada en el juego de palabras y el ritmo que en una narrativa coherente. La canción presenta un contexto de peleas y confusión entre personajes ficticios (Songo, Borondongo, Bernabé y Muchilanga), donde uno golpea al otro. Según la investigadora R. Marquetti Torres, esta consecución de riñas «le sirvió a la gente simple, y hasta a los periodistas de la época para graficar el modo en que se producían los cambios y las sucesiones de poder en el entorno de la politiquería criolla». Finalmente, la canción introduce un mensaje de amor fraternal, donde llama a «practicar el amor», sugiriendo que en lugar de pelear, es mejor llevarse bien. Varias veces en la letra se invoca el apóstrofe «Monina», un nombre arquetípico africano (concretamente abakuá), al igual que el resto de nombres mencionados antes, y se refiere a una hermana o hermano del alma. Todo esto parece ser parte del humor popular y tradicional cubano, más enfocado en el ritmo pegajoso y la repetición que en contar una historia verídica.

## Versiones
- 1977: Burundanga, por Celia Cruz y Willie Colón
- 1991: Burundanga, por Celia Cruz y Lola Flores
- 1997: Burundanga, por Juana la del Revuelo
- 2023: Burundanga, por El Pepo Show